# جوك روبسون
جوك روبسون (بالإنجليزية: Jock Robson)‏ (15 أبريل 1899 في المملكة المتحدة - 1996) هو لاعب كرة قدم بريطاني (وحمل سابقاً جنسية المملكة المتحدة لبريطانيا العظمى وأيرلندا) في مركز حراسة المرمى. لعب مع نادي أرسنال ونادي بورنموث ونادي مونتروز لكرة القدم وVale of Leithen F.C. ‏.